# Santa Ana de Velasco
Santa Ana de Velasco est une localité du département de Santa Cruz en Bolivie située dans la province de José Miguel de Velasco. Sa population s'élevait à 483 habitants en 2001.

## Patrimoine mondial
Santa Ana est connue pour abriter l'une des missions jésuites de Chiquitos, déclarée site du Patrimoine mondial en 1990,.